# Ecese
A ecese (Uma das etapas da sucessão ecológica) é um ambiente inóspito, comunidades pioneiras também chamadas de ecésis são comunidades biológicas geralmente formadas por liquens, musgos ou gramíneas, que conseguem sobreviver em ambientes ,inóspito em condições adversas e que acabam modificando o substrato, permitindo o desenvolvimento de outras espécies. São espécies de grande amplitude (pouco exigentes); e não especializadas.
Por exemplo, na superfície de uma rocha nua, poucos seres vivos conseguiriam sobreviver. Alguns seres, como os liquens, podem instalar-se sobre ela, produzindo ácidos que lentamente corroem a rocha, iniciando a formação do solo. A partir de então, as condições do local deixam de ser tão desfavoráveis, possibilitando o desenvolvimento de outras comunidades.